# Mansfield (Illinois)
Mansfield – wieś w Stanach Zjednoczonych, w stanie Illinois, w hrabstwie Piatt.